# Scheda di valutazione bilanciata
La scheda di valutazione bilanciata (in inglese balanced scorecard, spesso citata con la sigla BSC) è uno strumento di supporto nella gestione strategica dell'impresa che permette di tradurre la missione e la strategia dell'impresa in un insieme coerente di misure di prestazione (in inglese performance measure), facilitandone la misurabilità. Più nel dettaglio, la BSC è un sistema di misurazione delle prestazioni volto alla sorveglianza strategica ed  ideato negli anni '90 da Norton e Kaplan, e si pone l'obiettivo di rimediare ai limiti dei modelli di monitoraggio tradizionale, così come di tradurre le strategie competitive in indicatori di performance (scorecard) assicurando l'equilibrio (balance) tra le prestazioni di breve termine, misurate attraverso parametri di natura finanziaria, e quei fattori non finanziari che dovrebbero condurre l'impresa a prestazioni competitive superiori e sostenibili nel tempo.

## Storia
La balanced scorecard venne sviluppata da Robert Kaplan e David Norton in un articolo del 1992, in cui gli autori proposero un approccio olistico alla misurazione delle performance aziendali che permettesse il superamento dei limiti della contabilità economico-finanziaria tradizionale.
Negli anni successivi l'enfasi si spostò dalla misurazione alla gestione strategica, mentre la metodologia si arricchì con l'integrazione nei processi manageriali, l'allineamento strategico e la comunicazione. È possibile denominare questa fase come il passaggio dal balanced Scorecard inteso come scheda di misurazione al balanced Scorecard inteso come processo di management strategico.

## Caratteristiche
Gli autori sottolineano i possibili ostacoli alla concreta realizzazione degli obiettivi strategici dell'impresa:
- la strategia non è condivisa e/o il suo grado di attuazione non è misurabile;
- le risorse non sono allocate in funzione delle strategie;
- i processi non sono progettati in linea con le priorità strategiche;
- l'organizzazione, la formazione e i sistemi di incentivazione non sono allineati alla strategia.

Per superare questi problemi Kaplan e Norton svilupparono un approccio, la scheda di valutazione bilanciata appunto, che allarga e cerca di rendere coerenti le quattro diverse prospettive di valutazione delle performance dell'impresa:
1. la prospettiva finanziaria (financial perspective) - da questo punto di vista la domanda chiave è: per avere successo dal punto di vista finanziario, come dovremmo apparire ai nostri azionisti? Gli obiettivi sono quelli economici finanziari, misurati dai tradizionali indicatori di performance e redditività;
2. la prospettiva del consumatore (customer perspective) – la domanda chiave è: come dovremmo apparire ai nostri consumatori? L'obiettivo è il miglioramento dell'offerta e del servizio per il cliente;
3. la prospettiva interna dell'impresa (business process perspective) – la domanda cui è necessario rispondere è: per soddisfare i consumatori, in cosa dovremmo eccellere? L'obiettivo è il miglioramento dei processi core;
4. la prospettiva di innovazione e apprendimento (learning and growth perspective) – la domanda chiave è: come manterremo le nostre capacità di apprendimento e miglioramento? L'obiettivo è l'apprendimento e sviluppo organizzativo.

Per ciascuna prospettiva risultano così individuati:
- gli obiettivi: ciò che deve raggiungersi ed è critico per il successo;
- le misure: gli strumenti che verranno utilizzati per quantificare il raggiungimento di ciascun obiettivo;
- i bersagli: i valori-obiettivo delle misure;
- le iniziative: le azioni chiave e i programmi che verranno attuati al fine del raggiungimento degli obiettivi.

Vengono poi analizzate le interrelazioni possibili tra le diverse prospettive e i relativi obiettivi. Così, ad esempio, un miglioramento del processo di evasione degli ordini nella business process perspective, inevitabilmente migliora il servizio al cliente (prospettiva del consumatore) aumentando anche il fatturato (prospettiva finanziaria).
Nella scheda di valutazione bilanciata dunque, partendo dalla definizione di una strategia misurata da una serie di indicatori, vengono definite una serie di azioni migliorative dei processi. A questo fa seguito una fase di raccolta e analisi dei dati che vengono confrontati con i valori-target precedentemente determinati nella fase di formulazione della strategia. Si crea così un processo correttivo di tipo ricorsivo che genera valore aziendale.

## Diffusione
Oggi la scheda di valutazione bilanciata conosce una rapida diffusione in tutti i settori, sia privati che pubblici, in particolar modo nel mondo anglosassone e nei paesi del nord Europa. Interessante anche la sua estesa applicazione alle realtà di tipo ricettivo sia di tipo sanitario che non. Studi recenti ne stanno testando l'applicabilità anche a realtà più diffuse in economie capillari come quella italiana.
Nel 2004 nel settore privato circa il 40% delle 1000 imprese di Fortune lo adottavano esplicitamente.
Nel settore pubblico occorre tenere presente che le organizzazioni sono orientate esclusivamente dalla loro missione e non dalla produzione di profitto. Pertanto è stata ideata una versione di balanced scorecard che tiene conto di questa diversa impostazione. Questa versione della BSC viene usata per rappresentare il piano strategico e per misurarne i relativi risultati in ospedali, ministeri, organizzazioni non governative ed enti locali. 
Il Comune di Charlotte, già nei primi anni del 1990, ha impostato un sistema di pianificazione strategica e controllo con il balanced scorecard.
Nel pubblico le prospettive di valutazione, per adattarsi al diverso contesto, si trasformano in: 
1. prospettiva della comunità o degli utenti;
2. prospettiva dei processi interni;
3. prospettiva dell'apprendimento e della crescita;
4. prospettiva economico-finanziaria.

In Italia, lo strumento è stato spesso interpretato nella sua accezione originale di strumento di misurazione, il che ha contribuito a sminuirne la portata e a rallentarne la diffusione.
Tuttavia, lo strumento riscuote un'attenzione crescente nel settore pubblico come metodo per meglio rappresentare gli obiettivi strategici, articolarli all'interno della struttura organizzativa, misurarne l'attuazione e sperimentare una nuova forma di democrazia partecipata.